# Banco Nacional de Desenvolvimento Econômico e Social
Banco Nacional de Desenvolvimento Econômico e Social (BNDES) is een ontwikkelings bank en voormalig staatsbedrijf in Rio de Janeiro, Brazilië.
Deze bank speelt een rol in de ontwikkeling van de industriële sector in Latijns-Amerika en heeft buiten Brazilië vestigingen in Johannesburg, Montevideo en Londen.
De BNDES bestaat uit drie geïntegreerde dochterondernemingen: FINAME, BNDESPAR en BNDES Limited, die samen het BNDES Systeem vormen.